# Рейди УПА на Схід України
Рейди УПА на Схід України — збройні вилазки Української повстанської армії на територію Радянської України під час Другої Світової війни на схід від довоєнного радянсько-польського кордону, з метою розповсюдити ідеї українського визвольного руху в Центральній і Східній Україні.

## Передісторія
Анексія Радянським Союзом Західної України і Західної Білорусі у вересні 1939 року відкрила перед ОУН нові можливості для розширення організаційної мережі на схід від Збруча, оскільки було ясно, що без підтримки українців, які проживали в межах Української РСР до війни, неможливо створити незалежну і єдину державу. Однак масштабні репресії радянської влади в Західній Україні в 1939—1941 рр. стали серйозним випробуванням для українського підпілля, яке через значні втрати в той час не змогло успішно реалізувати своє проникнення на схід.
Ситуація змінилася після нападу Німеччини на Радянський Союз у червні 1941. Напередодні війни Проводи обох фракцій ОУН (мельниківців і бандерівців) підготували до рейду на «Велику Україну» похідні групи, які повинні закріпитися в центральних, східних і південних областях, побудувати підпільну мережу, проводити культурно-просвітницьку та агітаційно-пропагандистську роботу серед населення.
15 вересня Головне управління імперської безпеки Німеччини видало наказ про арешт кількох десятків провідників і активних членів ОУН (б). Нацисти насамперед переслідували членів Похідних груп ОУН. Незважаючи на німецькі репресії, похідні групи оунівців у 1941 році досить успішно проникли на незвідану для них до того територію Центральної, Східної та Південної України. На цих територіях обом фракціям організації вдалося створити крайові, обласні, окружні, районні і місцеві Проводи, які відразу почали активну агітаційно-пропагандистську роботу серед населення.

## Початок рейдів
На початку 1943 бандерівське підпілля перейшло в активну фазу збройної боротьби і інтенсивного формування відділів УПА на Волині і південному Поліссі. З тих пір організаційні ланки підпілля ОУН в Центральній і Південно-Східній Україні були переорієнтовані на збір продовольства, медикаментів, зброї та амуніції для постачання лісової армії, посилення військової підготовки.
Перший невеликий загін вирушив у похід по лісах Житомирської і Київської областей ще в травні 1943 року. Його очолив «Верещак» (Федір Воробець). Він носив розвідувальний характер. Вони хотіли вивчити можливості націоналістичної партизанської діяльності. Перед місцевим населенням партизани повстання видавали себе за радянських партизан, але нібито їх «поведінку (червоні мародерствували) і зовнішній вигляд» видавали їх.
За цим рейдом незабаром пішли ще два інших. Головним завданням була пропагандистська діяльність. У селах організовувалися мітинги, проповідували гасла і націоналістичні ідеї, людей закликали боротися з німцями і комуністами. Хоча вони намагалися уникати збройних сутичок, на їх шляху не раз траплялися сутички з німцями, іноземною поліцією і радянськими партизанами.
Одним з підрозділів, які здійснювали рейди в східній Україні влітку 1943 року, була сотня Гордія Вротновського-«Гордієнко». 15 липня 1943 року біля села Межирічка Коростенського району вона спалила три німецьких вантажівки, захопивши зброю і сіль, яку внаслідок роздала селянам. Через два дні біля села Кам'янка сталася сутичка з радянськими партизанами. Вісім радянських солдатів були вбиті, п'ять гвинтівок і п'ять автоматів були захоплені.
17 липня 1943 р біля села Жолобне в Новоград-Волинському районі сталося зіткнення з німцями. Три партизана УПА були вбиті, нацисти, як повідомляється, втратили 34 людини. 19 липня 1943 року біля села В'юнки сталося два зіткнення між сотнями «Гордієнко» і жандармерією. За даними УПА німці вбили близько 30 осіб. Через кілька днів (23 липня 1943 г.) сотня зіткнулася з німцями і допоміжною поліцією в містечку Котельня Андрушівського району. У німців і поліцаїв близько двадцяти вбито, у партизанів — один. У той же день був обстріляний поїзд біля Івниці. 25 липня 1943 року «Гордієнко» атакував лісопилку в передмісті Коростеня. Кілька німців загинули, решта втекли. Два шуцмана здалися.
Рейди «Гордієнка» змусили німців відправити в погоню за загоном загін жандармерії з Коростеня. Група спеціального призначення складалася приблизно з 130 осіб — п'ятнадцяти жандармів, двадцяти українських поліцейських і роти вишкільної поліції, що складається з фольксдойче. 28 липня 1943 року відбулася сутичка між УПА і німцями у села Потіївка, яке стало однією з найблискучіших перемог УПА над німцями. Нацисти, завдяки своїм агентам, виявили сотника, відпочиваючого в лісі, і, впевнені в перемозі, повели атаку через відкрите поле, засіяне білими квітами. Згідно мемуарних спогадів Максима Скорупського, після бою німці тікали, залишивши 76 убитих. Шість поліцейських були взяті в полон і після допиту розстріляні. Таким чином, всього було вбито 82 поліцейських і жандармів, включаючи капітана. Кількість убитих вказує, що партизани, ймовірно, добивали поранених. Було захоплено п'ять автоматів, понад шістдесят гвинтівок, два пістолети-кулемети і п'ятнадцять пістолетів. Упівці, за словами Скорупського, втратили в бою більше двадцяти убитих, що змусило їх повернутися на захід.
У вересні, жовтні і листопаді 1943 року командування УПА направило ще більше повстанських загонів в рейд на схід. Однак на цей раз все пройшло не так легко. Під час цих рейдів було багато сутичок з німцями і радянськими партизанами, в ході яких упівці несли сильні втрати. Загонам УПА вдалося ліквідувати безліч дрібних загонів радянських партизанів. Тут часто використовувався елемент несподіванки. Радянські партизанські загони не очікували зустрічі з УПА так далеко на сході і досить легко потрапляли в засідку загонів націоналістів, які видавали себе за комуністів.
3 жовтня 1943 року в містечку Літин Вінницької області бійці УПА під командуванням Омеляна Грабця, захопили поліцейську дільницю, роззброїли поліцейських, звільнили двох своїх товаришів по службі, які були арештовані, і пішли, забравши тридцять гвинтівок. 17 жовтня 1943 року бійці УПА напали на село Бариші Вінницькій області, але зазнали поразки. Близько сімдесяти (за іншими даними 150) німців і козаків з підготовлених укріплень відбили атаку після декількох годин бою. УПА втратила кілька убитих (включаючи сотенного «Негуса») і сім поранених.
20 жовтня 1943 сотня УПА зробила наліт на велике фольксдойдерське село В'язович Пулинського району. У боях на боці ворога загинуло близько ста осіб. Було спалено 20 будинків.
При переході німецько-радянського фронту по території України в 1943—1944 рр. повстанці активно проводили агітаційно-пропагандистську роботу серед українців з Червоної армії, намагаючись залучити їх на свою сторону. Стратегія командування УПА полягала в тому, щоб уникнути збройного удару з фронтовими частинами Червоної армії і не допустити трагедії протистояння мобілізованих в радянських військ українців і воїнів УПА. Основне вістря спрямовувалося проти внутрішніх військ НКВД, тилових охоронних частин і радянських органів державної безпеки. Однак конфліктів між червоноармійцями і повстанцями так і не вдалося повністю уникнути.